# Anachis remoensis
Anachis remoensis is een slakkensoort uit de familie van de Columbellidae. De wetenschappelijke naam van de soort is voor het eerst geldig gepubliceerd in 1910 door Gatliff & Gabriel.